# عمران خان (لاعب كريكت سريلانكي)
عمران خان (10 مايو 1992 في سريلانكا - ) هو لاعب كريكت سريلانكي. لعب مع Saracens Sports Club ‏.